# Bolyphantes distichus
Bolyphantes distichus är en spindelart som först beskrevs av Andrei V. Tanasevitch 1986.  Bolyphantes distichus ingår i släktet Bolyphantes och familjen täckvävarspindlar. Inga underarter finns listade.